# Nachal Gilboa
Nachal Gilboa (hebrejsky: נחל גלבוע) je vádí v severním Izraeli, v pohoří Gilboa a v Jizre'elském údolí.
Začíná v nadmořské výšce okolo 300 metrů v západní části pohoří Gilboa, na západních svazích hory Har Giborim, poblíž vesnice Gan Ner. Vádí směřuje k západu a klesá po odlesněných svazích do zemědělsky využívaného Jizre'elského údolí, do kterého vstupuje jižně od vesnice Sandala. Zde zleva přijímá vádí Nachal Chochit. U obce Magen Ša'ul se otáčí k severu a prochází rovinatou krajinou západně od vesnic Mejtav a Avital. Poté mění směr na severozápad, prochází nedaleko jihozápadního okraje města Afula a zde, nedaleko tělesa dálnice číslo 65 a letiště Megido, ústí zprava do řeky Kišon.